# 樂舍
乐舍（？—？），子姓，乐氏，中国春秋时期宋国人物，宋元公时，国君和华氏之争，皇奄傷倾向于宋元公。
前520年（鲁昭公二十年、宋元公十年），宋国华氏和向氏作乱，公子城、公孙忌、乐舍、司马彊、向宜、向郑、楚建、郳甲和华氏在鬼阎作战，公子城被打败，前去晋国，公孙忌、乐舍等七人出奔郑国。